# Schloss Johnsdorf (Steiermark)
Das Schloss Johnsdorf befindet sich in Johnsdorf, Stadtgemeinde Fehring in der Steiermark.

## Geschichte
Schloss Johnsdorf wurde vermutlich im frühen Mittelalter vom Geschlecht der Aychenstauden errichtet. Wie zahlreiche andere Burgen und Schlösser dieser Gegend, diente es anfangs hauptsächlich als Bollwerk gegen Kuruzen und Türken.
Nach mehreren Besitzerwechseln übernahm Hans Adam Narringer 1587 das Schloss. 1605 wurden hier bei einem erfolglosen Einfall der Ungarn Narringers Frau und sein Sohn Seyfried getötet. Nach dem Tode von Hans Adam Narringer erbte sein Sohn Georg Christoph das Gebäude, was wegen seiner Verschwendungssucht und den damit verbundenen Schulden zu Erbschaftsstreitigkeiten zwischen ihm, seiner Mutter Elisabeth (Tochter des David von Lengheim vom Schloss Bertholdstein) und seiner Schwester Anna Margareta führte. Landeshauptmann Friedrich Freiherr von Herberstein wurde in die Streitigkeiten eingeschaltet, und das Schloss 1616 versteigert.
Die neue Besitzerin Katharina Elisabeth Freifrau von Galler, genannt „Gallerin“, ließ das stark verfallene Schloss um- und vor allem ausbauen. Ein Inschriftenstein über dem Hauptportal erinnert noch heute an die mächtige Besitzern des Schlosses. Die Inschrift lautet:
„Jesus und Maria sey mit mir, Katharina Elisabeth Frau Gallerin, geborne Wechslerin Freyin Frau der Vestung und Herrschaft zum Stein, Riegkherspurg, Liechtenegg und Wexel, Sperg Wittib dies Gschloss wie es ist anzu schauen hab ich von grienen Waasen lassen neuaufferbauen auf Gott setz ich all mein Vertrauen Anno Domini 1656.“
Bei den Umbauten wurde die innere Wehrmauer aufgestockt und Gästezimmer errichtet. Im Hof entstanden Arkaden und Gänge. Im Hauptgebäude wurde aus dem Stiegenhaus ein Speisesaal, für den sie aus Italien Stuckarbeiter und Maler holen ließ. Es gibt aber auch Vermutungen, dass das ganze Schloss geschleift und komplett neu erbaut wurde. Auch ein unterirdischer Gang soll zur Riegersburg führen. Dieser wurde aber noch nicht gefunden.
Im Jahre 1886 wurde es von Viktor Baron von Herring und 1910 vom ungarischen Großmagnaten Joszi Dory de Jakahaza (Josef Baron Döry von Jobaháza) erworben. Er hatte 1904 die bekannte Schauspielerin Anne Hollingworth-Price, verwitwete Prinzessin von Ardeck (* 25. August 1868 in Wilmington USA, † 4. Februar 1904; Tochter eines reicher Ölmagnaten) geheiratet. Das Paar stattete das Schloss mit zahlreichen Kunstschätzen aus. Da das Schloss bereits 1910 elektrisch beleuchtet wurde, ist es nicht weiter verwunderlich, dass sich die Kunde vom zweitreichsten Schloss in der Steiermark schnell verbreitete. Im Zweiten Weltkrieg wurde es fast vollständig zerstört. 
Über die religiöse Tochter des Barons erbten die Salesianer Don Boscos den Besitz. Sie machten aus dem Schloss ein Bildungshaus, welches Menschen aus aller Welt zu Exerzitien anlockte. Mehrere Jahrzehnte hindurch, diente es als kulturelles und religiöses Veranstaltungszentrum. Doch wie so oft in der wechselhaften Geschichte des Schlosses, spielte Geld eine nicht unwesentliche Rolle, und es wurde 1999 verkauft.

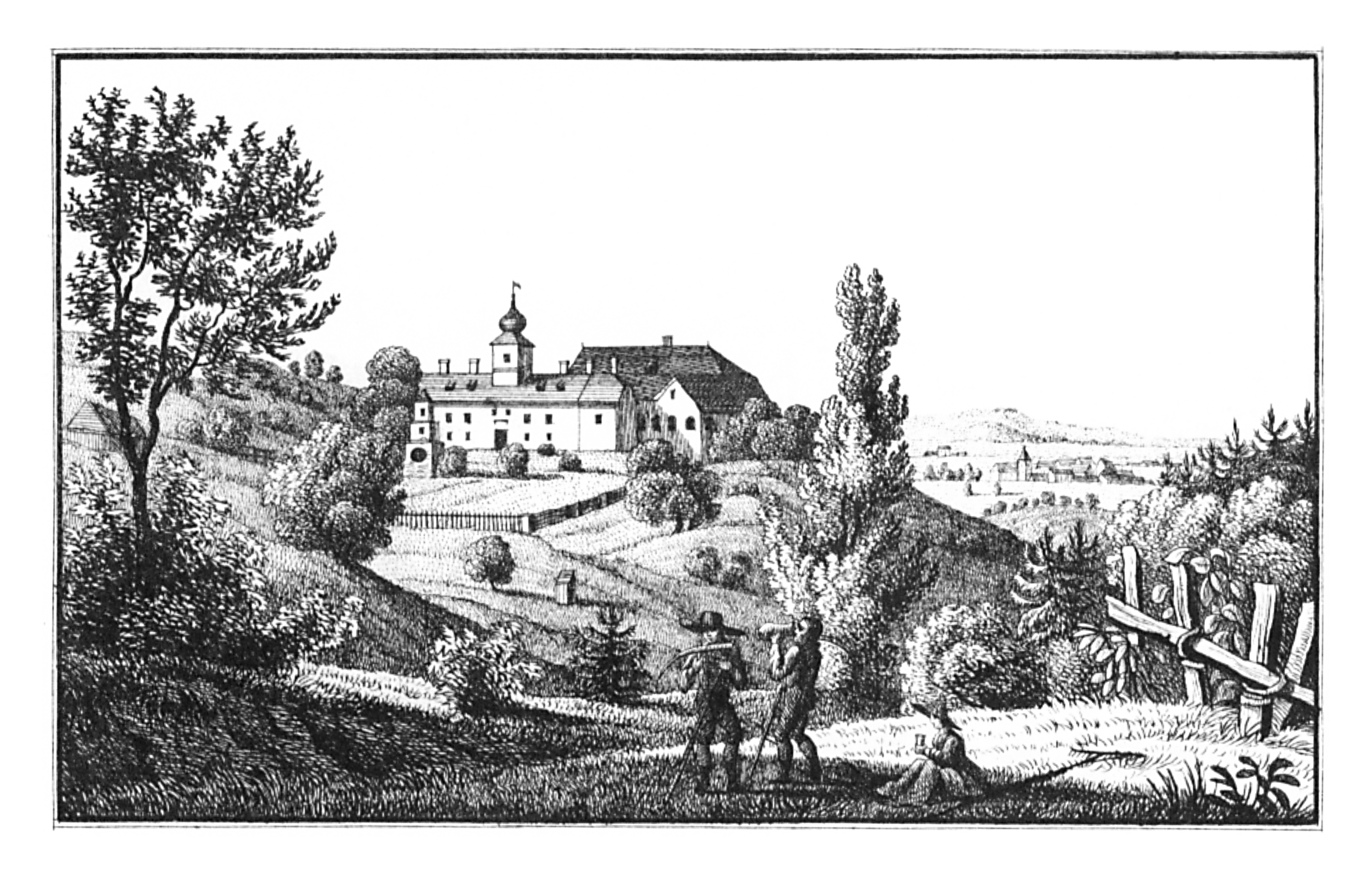
Schloß Johnsdorf, Gezeich. v. Mandl, 1830
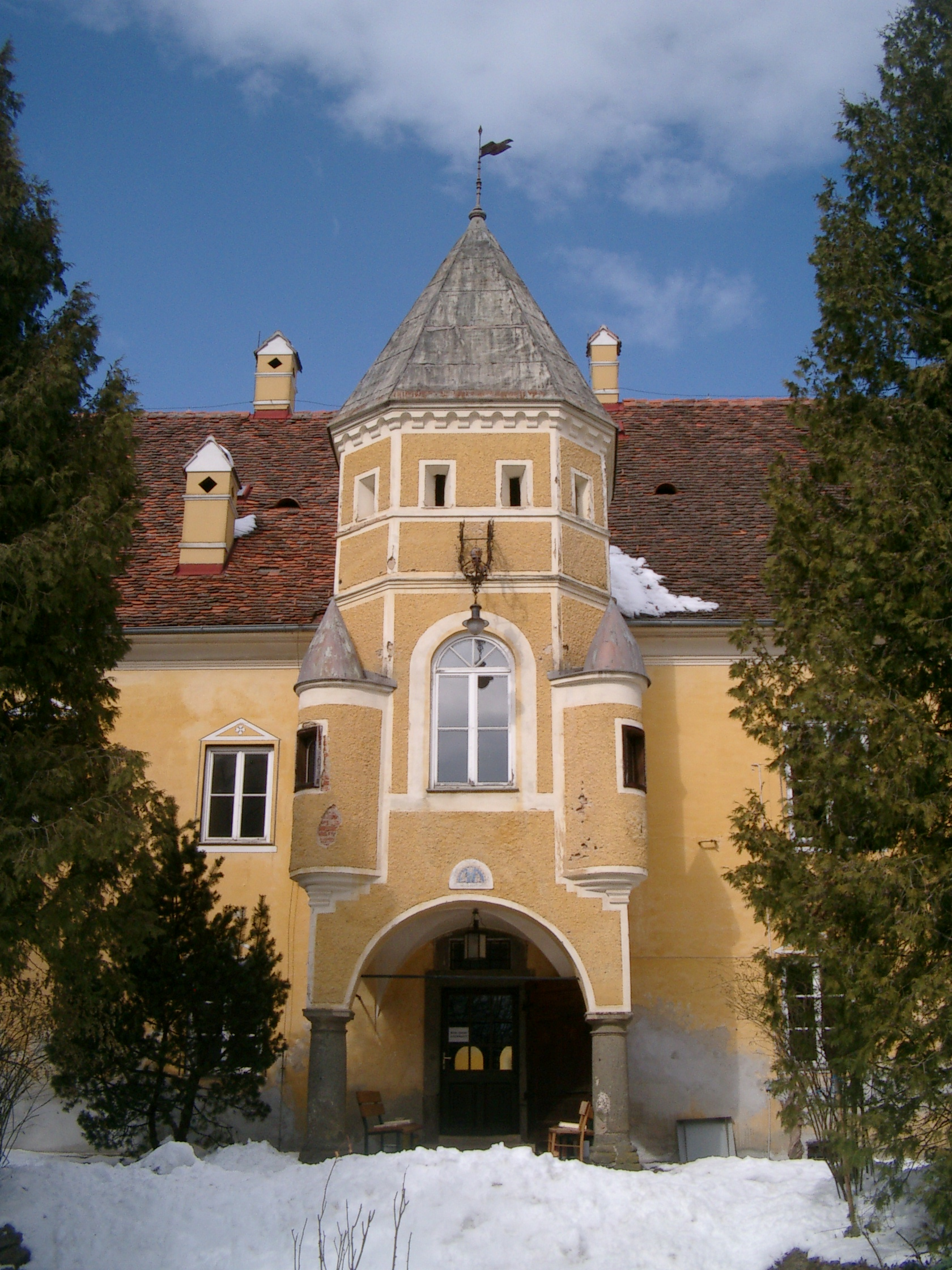
Turm
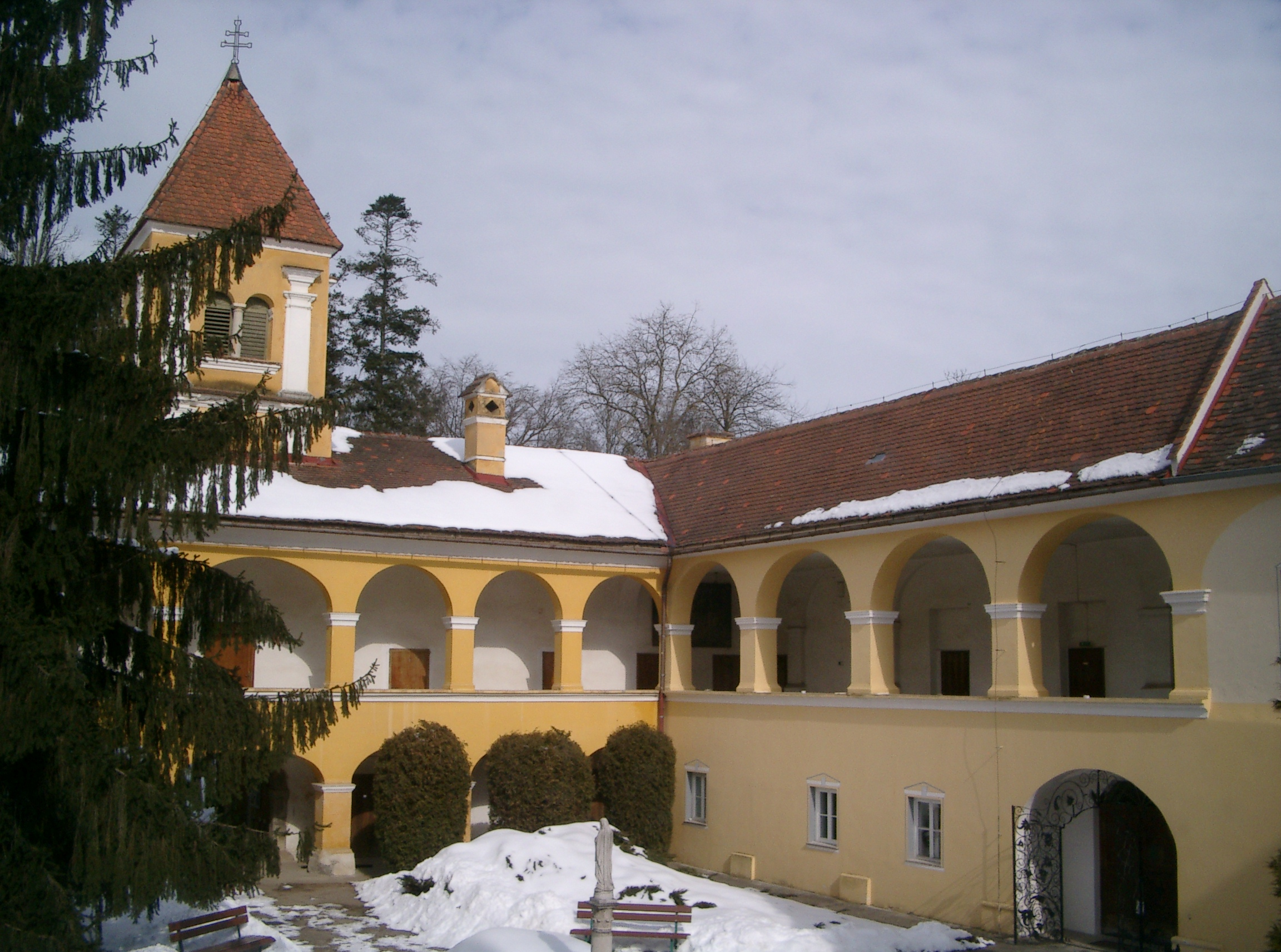
Innenansicht